# Pirytyzacja

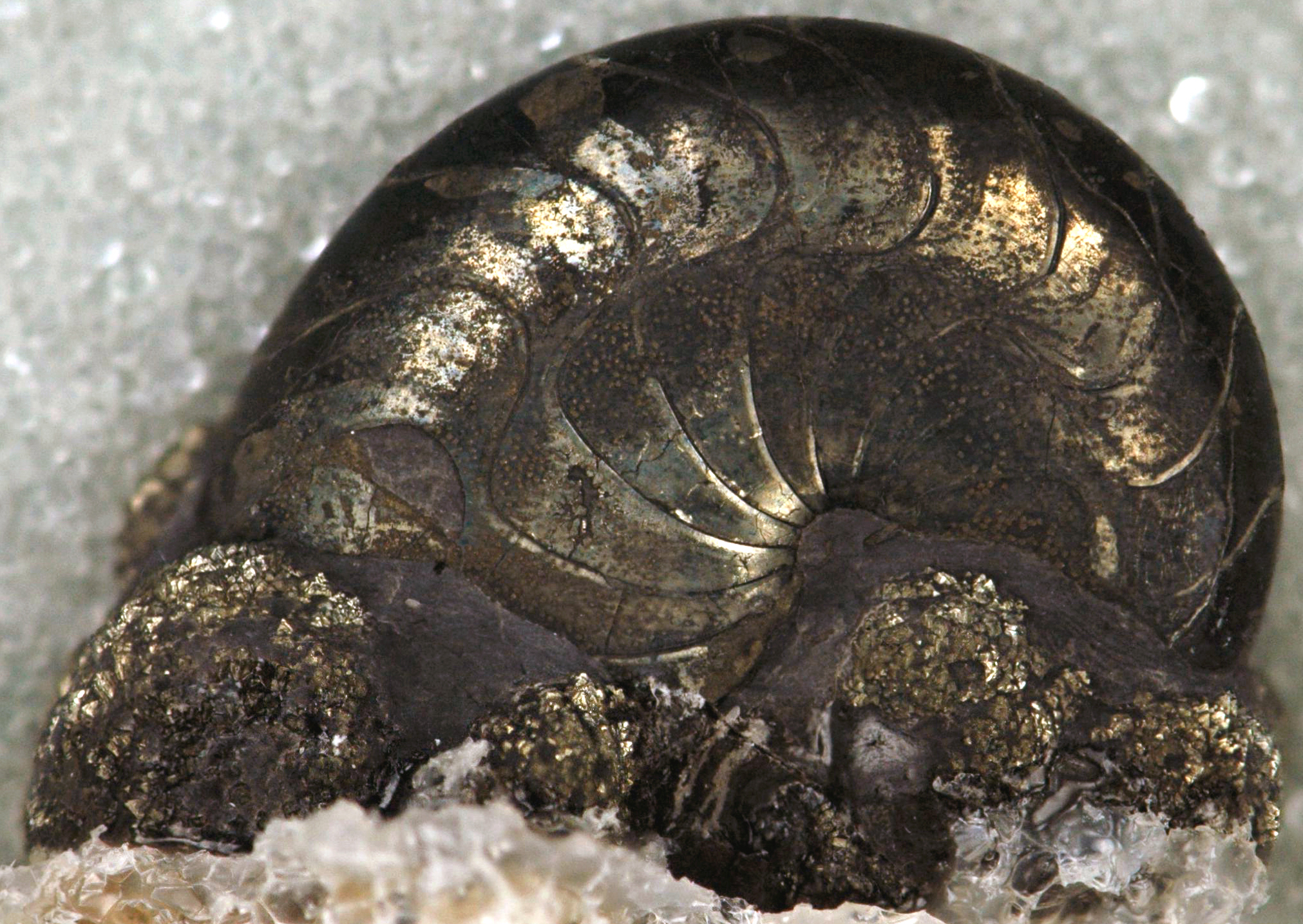
Spirytyzowany dewoński goniatyt, USA

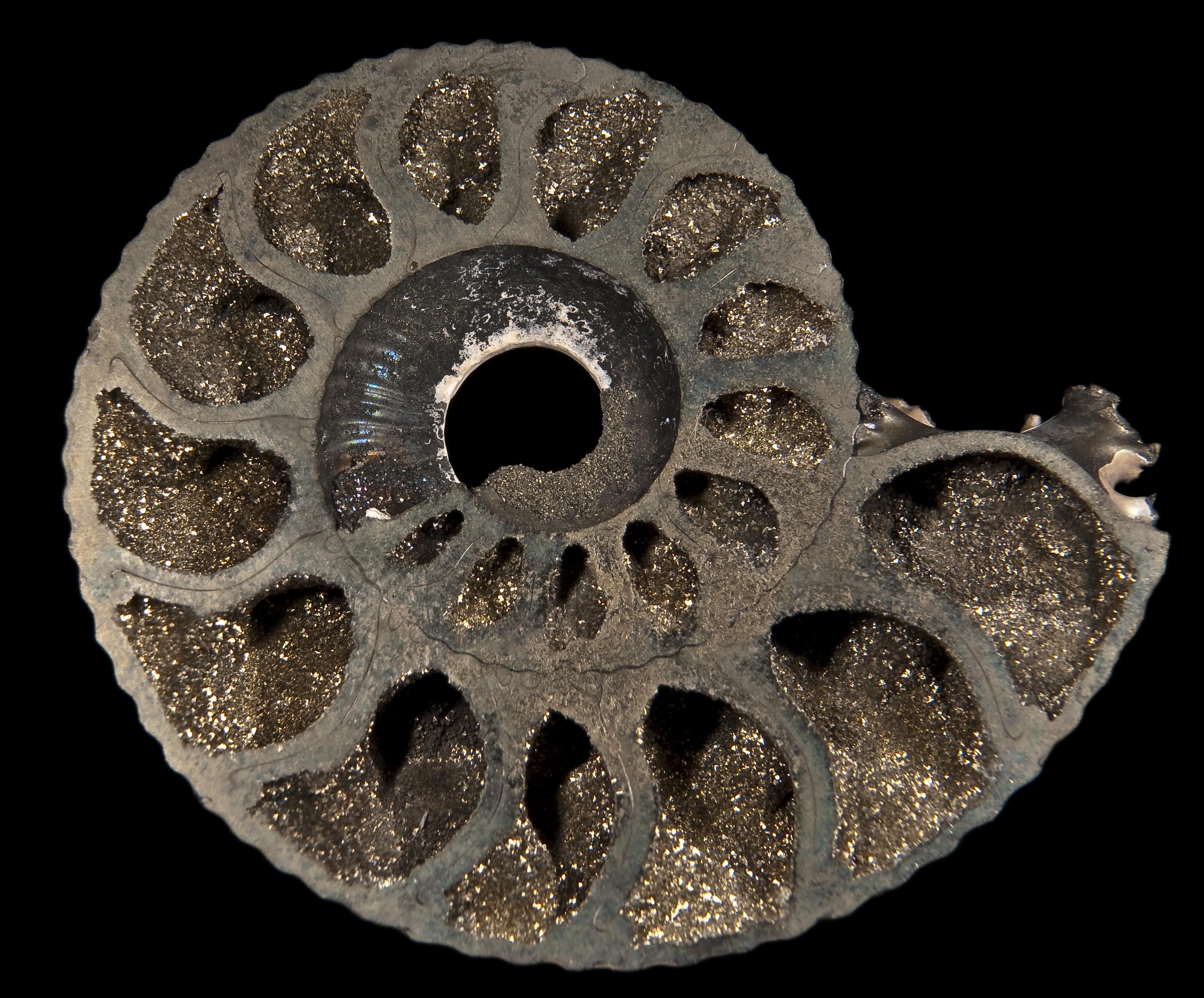
Spirytyzowane wnętrze ośródki amonita, Francja

Pirytyzacja – proces zastępowania pierwotnej substancji chemicznej pirytem (FeS2). Może zastępować substancje organiczne prowadząc do powstania spirytyzowanej skamieniałości bądź jakiegokolwiek innego szkieletu w procesie fosylizacji. Jest to jeden z procesów substytucji, obok kalcytyzacji i sylifikacji. Proces ten zachodzi na skutek: redukcji żelaza, zastępowania substancji organicznej, procesów hydrotermalnych i innych. 

## Występowanie
Proces ten odbywa się w przypadku długotrwałego niedosycenia tlenem (warunki anoksyczne, środowisko redukcyjne).